# Чайковское (Крым)
Чайко́вское (до 1948 года Ени́-Сала́; укр. Чайковське, крымскотат. Tirke, Тирке) — село в Симферопольском районе Республики Крым, входит в состав Добровского сельского поселения (согласно административно-территориальному делению Украины — Добровского сельского совета Автономной Республики Крым).

## Население
| 2001 | 2014 |
| ---- | ---- |
| 108  | ↗110 |

Всеукраинская перепись 2001 года показала следующее распределение по носителям языка
| Язык       | Процент |
| ---------- | ------- |
| русский    | 93,52   |
| украинский | 4,63    |

### Динамика численности
| - 1864 год — 12 чел. - 1989 год — 72 чел. - 1892 год — 22 чел. - 1902 год — 61 чел. - 1915 год — 0/78 чел. - 1926 год — 97 чел. | - 1939 год — 62 чел. - 1989 год — 157 чел. - 2001 год — 108 чел. - 2009 год — 150 чел. - 2001 год — 110 чел. |

## Современное состояние
В Чайковском 2 улицы — Ангарская и Садовая, площадь, занимаемая селом, 9 гектара, на которой в 56 дворах, по данным сельсовета на 2009 год, числилось 150 жителей.

## География
Село Чайковское расположено на юго-востоке района, примерно в 24 километрах (по шоссе) от Симферополя, в 2 км от автодороги 35-А-002 (троллейбусной трассы) Симферополь — Алушта — Ялта (по украинской классификации М-18 Автодорога М-18), ближайшая железнодорожная станция Симферополь — примерно в 30 километрах. Село находится в горной части Крыма, на правом берегу реки Салгир в верхнем течении, у южного подножия Долгоруковской яйлы, высота центра села над уровнем моря 496 м. С юга к Чайковскому фактически примыкает село Перевальное. Непосредственно на западе от села находится военный городок 126-й отдельной бригады береговой обороны МО РФ (в/ч 12676), ранее 36-й отдельной бригады береговой обороны Украины.
Топоним Ени-Сала (ени — новый, сала — деревня, тюрк. новая деревня) сохранился в названиях нескольких пещер, расположенных в том же районе. Сравнительно доступны для посещения небольшие пещеры Ени-Сала I и Ени-Сала II. Одна из них, Ени-Сала II, как и пещера Ени-Сала III, является ландшафтно-геологическим памятником местного значения. Кроме того, пещеры I и II представляют значительный научный интерес и в археологическом отношении. В пещере Эни-Сала III находится крупный сифон (затопленная галерея), его длина — около 115 м.

## История
Возможно, первое упоминание селения встречается в налоговых ведомостях 1634 года, согласно которым в Йенисала из деревень Судакского и Мангупского кадылыков Кефинского эялета Османской империи переселялись христиане — подданные турецкого султана. Учитывая, что селений с названием Ени-Сала в горном Крыму было 3, уточнить в какое из них и откуда переселялись не представляется возможным. В «Ведомости о выведенных из Крыма в Приазовье христианах» А. В. Суворова от 18 сентября 1778 года упоминается Янисоль (из которого вышло 437 греков), но также неизвестно, к какому из сёл применяемо это название. По ведомости генерал-поручика О. А. Игельстрома от 14 декабря 1783 года (включённой в Камеральное Описание Крыма… 1784 года) в Енисале Акмечетского кадылыка после вывода христиан остался 91 двор, из которых «2 разорены, прочия же состоят целы и проданы татарам» и 1 разрушенная церковь. В ведомости «при бывшем Шагин Герее хане сочиненная на татарском языке о вышедших християн из разных деревень и об оставшихся их имениях в точном ведении его Шагин Герея» и переведённой 1785 году, о деревне Яни Сала Салгир записано
Бывшей Шагин Герей сию деревню продал Батыр аге что ныне советником палаты уголовного суда

В сеи деревне всех християнских домов было 58 а как они все разорены то и не означываются порознь земли сеи деревни все без остатку принадлежат им одним християнам и сторонеи никто не имеет участие. 1 сторона речка 2 сторона до Панкулуса 3 до Хендек баши урочище 4 до Кускал башы урочище 5 до Таш Кабык 5 до Сары Суват 6 до Кыр дыши коба урочище 8 до Беш мола оглу урочище 9 до Аиланма башы 10 до Султанча урочище. В показанных землях некоторые смежны с деревнею Кучук Яникой деревни жители имеют участие в некоторых землях деревни Янн Сала равно и жители деревни Янн Сала имеют участие в землях деревни Кучук Яникой а в протчих землях деревни Яни Сала никакого участия не имеют деревня Кучук Яникой о сем имеется и запись сверх того земля пахатная на урочище Султанча вся Яни Сала принадлежит и в Чевка деревне на урочище Кул Оба несколко пахотной земли сверх того имеется и известная пахатная земля несколко частей
Также приводится отсылка к другому архивному документу, в котором сказано «Батыр ага что ныне манор якобы купил от хана за 40 тысяч акчеи или двести сот рублей в чём имеет от [нрзб.] аги свидетельство но денги не заплатил». При этом в перечне селений Акмечетского кадылыка, того же Камерального Описания, Енисала среди жилых не записана: видимо, вследствие эмиграции крымских татар в Турцию, деревня полностью опустела и в доступных учётных документах и на картах начала XIX века не встречается. Во время боевых действий по отражению турецкого десанта в Алуште в 1784 году Ени-Сала служила местом концентрации русских войск, здесь же располагался штаб главнокомандующего Крымской армией генерал-аншефа В. М. Долгорукова. В докладе от 28 июля (8 августа) 1774 года Екатерине II Долгоруков кратко описал селение
22 числа прибыл  я, всемилостивейшая государыня,  к  деревне Янисаль, в  самую внутренность гор, откуда лежащая к морю страшною  ущелиною дорога  окружена горами  и лесом, а в иных  местах такими пропастьмы…
В 1833 году Шарль Монтандон в своём «Путеводителе путешественника по Крыму, украшенный картами, планами, видами и виньетами…» описал Янисалу, как имение госпожи Офрейн с …холмами, покрытыми лугами и богатыми нивами… с прекрасными лесами…. Та же были сельские жилища «у подножия скал, находящихся слева». На 1820-й год имение (лесная дача) принадлежало коллежскому асессору Амвросию Ивановичу Офрейн, в 1834 году Екатерина Осиповна Офрейн продала имение Ени-Сала (площадью 1950 десятин) петербургскому купцу 3 гильдии Нестору Гротену.
На военно-топографической карте 1842 года, на территории Эскиординской волости, впервые встречается хутор Ени-Сала без указания числа дворов.
В 1860-х годах, после земской реформы Александра II, поселение включили в состав новой Зуйской волости. В «Списке населённых мест Таврической губернии по сведениям 1864 года», составленном по результатам VIII ревизии 1864 года, на владельческом хуторе Яни-Сала имелся 1 двор с 12 жителями при фонтане (на трёхверстовой карте 1865—1876 года добавлено в скобках название Гратен (фамилия владельца Grootten Nestor — * 14.7.1795, Санкт-Петербург, † 21.12.1873, Симферополь)). По обследованиям профессора А. Н. Козловского начала 1860-х годов, в селении «имеются в изобилии родники и горные ручейки», также были колодцы с пресной водой глубиной не более 3—5 саженей (6—10 м).Только в «Памятной книге Таврической губернии 1889 года», по результатам Х ревизии 1887 года, записана уже деревня Ени-Сала с 12 дворами и 72 жителями.
После земской реформы 1890-х годов деревню включили в состав Подгородне-Петровской волости.
По «…Памятной книжке Таврической губернии на 1892 год» в деревне Ени-Сала, входившей Чавкинское сельское общество, числилось 22 жителя в 8 домохозяйствах. На подробной военно-топографической карте 1892 года в Ени-Сала 9 дворов с русским населением). В 1899 году в селении действовал кирпично-черепичный завод, принадлежавший жене поручика Марии Григорьевне Фон-Бароновой.  По «…Памятной книжке Таврической губернии на 1902 год» в деревне Ени-Сала, входившей в Чавкинское сельское общество, числился 61 житель в 10 домохозяйствах. В «Путеводителе по Крыму. Часть 2» Григория Москвича 1913 года написано, что имение Ени-Сала принадлежало некоей Л. А. Меркушевой. По Статистическому справочнику Таврической губернии. Ч.II-я. Статистический очерк, выпуск шестой Симферопольский уезд, 1915 год, в деревне Ени-Сала Подгородне-Петровской волости Симферопольского уезда числилось 12 дворов со смешанным населением без приписных жителей, но с 78 — «посторонними», из которых 40 мужчин и 38 женщин. Жители землёй не владели, в хозяйствах имелось 15 лошадей, 6 коров и 23 головы мелкого скота.
После установления в Крыму Советской власти, по постановлению Крымревкома от 8 января 1921 года была упразднена волостная система и село включили в состав вновь созданного Подгородне-Петровского района Симферопольского уезда, а в 1922 году уезды получили название округов. 11 октября 1923 года, согласно постановлению ВЦИК, в административное деление Крымской АССР были внесены изменения, в результате которых был ликвидирован Подгородне-Петровский район и образован Симферопольский и село включили в его состав. Согласно Списку населённых пунктов Крымской АССР по Всесоюзной переписи 17 декабря 1926 года, в селе Ени-Сала, Шумхайского сельсовета Симферопольского района, числилось 25 дворов, из них 24 крестьянских, население составляло 97 человек, из них 46 русских, 2 украинца, 48 греков, 1 армянин. По данным всесоюзной переписи населения 1939 года в селе проживало 62 человека. К 1940 году был образован Ангарский сельсовет (переименованный 21 августа 1945 года в Перевальненский) и Ени-Салу включили в его состав. В период оккупации Крыма, 9 и 10 декабря 1943 года, в ходе операций «7-го отдела главнокомандования» 17 армии вермахта против партизанских формирований, была проведена операция по заготовке продуктов с массированным применением военной силы, в результате которой село Ени-Сала было сожжено и все жители вывезены в Дулаг 241.
В 1944 году, после освобождени Крыма от фашистов, 12 августа 1944 года было принято постановление № ГОКО-6372с «О переселении колхозников в районы Крыма» и в сентябре 1944 года в район приехали первые новоселы (214 семей) из Винницкой области, а в начале 1950-х годов последовала вторая волна переселенцев из различных областей Украины. С 25 июня 1946 года Ени-Сала в составе Крымской области РСФСР. Указом Президиума Верховного Совета РСФСР от 18 мая 1948 года Ени-Сала была переименована в Чайковское, в том же году, по решению исполкома, были укрупнены сельсоветы, в том числе Перевальненский и село передали в состав Заречненского. 26 апреля 1954 года Крымская область была передана из состава РСФСР в состав УССР. Решением Крымоблисполкома от 8 сентября 1958 года № 834 к Чайковскому было присоединено лежащее выше по балке село Сенное как фактически слившиеся между собой (согласно справочнику «Крымская область 1968 год» — в период с 1954 по 1968 год. Время включения в состав Добровского сельсовета пока не установлено: на 15 июня 1960 года село уже числилось в его составе.
Указом Президиума Верховного Совета УССР «Об укрупнении сельских районов Крымской области», от 30 декабря 1962 года Симферопольский район был упразднён и село присоединили к Бахчисарайскому. 1 января 1965 года, указом Президиума ВС УССР «О внесении изменений в административное районирование УССР — по Крымской области», вновь включили в состав Симферопольского. По данным переписи 1989 года в селе проживало 157 человек. С 12 февраля 1991 года село в восстановленной Крымской АССР, 26 февраля 1992 года переименованной в Автономную Республику Крым. С 21 марта 2014 года в составе Крыма аннексировано Россией.